# Абрамчук Макар Павлович
Макар Павлович Абрамчук (1898, село Дмитровичі Брест-Литовського повіту Гродненської губернії, тепер Кам'янецького району Брестської області, Республіка Білорусь — розстріляний 2 листопада 1938, місто Барнаул Алтайського краю, тепер Російська Федерація) — білоруський радянський діяч, член Секретаріату ЦК КП(б) Білорусії, відповідальний секретар Могильовського окружного комітету КП(б) Білорусії. Член Бюро ЦК КП(б) Білорусії з 27 липня 1926 до 11 вересня 1928 року. Член ЦВК Білоруської РСР у 1926—1929 роках.

## Життєпис
Народився у вересні 1898 року в родині селянина-середняка (за іншими даними — вчителя). Батько помер у 1916 році.
Макар Абрамчук навчався п'ять років у початковій сільській школі. У 1912 році закінчив двокласне училище в містечку Кам'янець-Литовський Гродненської губернії, здобув спеціальність вчителя.
З 1912 до липня 1914 року працював у сільському господарстві батька в селі Дмитровичах Брест-Литовського повіту.
З липня 1914 до вересня 1915 року — вчитель початкової школи 1-го ступеня в селі Чернаки Брест-Литовського повіту.
У вересні 1915 — квітні 1916 року — робітник маєтку поміщика Генінга в Ніколаєвському повіті Самарської губернії.
У квітні 1916 — січні 1917 року — конторник маєтку Селянського Поземельного банку в селі Перекопне Новоузенського повіту Самарської губернії.
З січня 1917 до січня 1918 року служив у російській армії: рядовий 92-го запасного піхотного полку в місті Саратові.
У січні 1918 — березні 1919 року — учитель сільської початкової школи села Калдіно Новоузенського повіту Самарської губернії.
Член РКП(б) з січня 1919 року.
З березня 1919 до 1921 року — в Червоній армії, брав участь у громадянській війні в Росії. У березні 1919 — червні 1920 року — рядовий, секретар полкового бюро осередків ВКП(б), помічник військового комісара 450-го стрілецького полку на Уральській дільниці Східного фронту РСЧА. У червні 1920 — лютому 1921 року — військовий комісар Жилокосинського укріпленого пункту Уральського укріпленого району РСЧА.
У лютому — вересні 1921 року — завідувач політпросвіту Гур'євского повітового відділу народної освіти Киргизької (Казахської) АРСР.
У вересні 1921 — березні 1924 року — завідувач політпросвіту Мінського повітового відділу народної освіти; завідувач Мінського повітового (окружного) відділу народної освіти; заступник голови виконавчого комітету Мінської повітової ради Білоруської СРР.
Одночасно три роки навчався на педагогічному факультеті Білоруського державного університету, закінчив два курси в 1924 році.
У березні 1924 — квітні 1925 року — завідувач агітаційно-пропагандистського відділу Мінського окружного комітету КП(б) Білорусії.
У травні 1925 — червні 1926 року — відповідальний секретар Могильовського окружного комітету КП(б) Білорусії.
У 1926 році — член колегії Народного комісаріату освіти Білоруської СРР.
27 липня 1926 — 11 вересня 1928 року — завідувач агітаційно-пропагандистського відділу ЦК КП(б) Білорусії.
27 липня 1926 — 11 вересня 1928 року — член Секретаріату ЦК КП(б) Білорусії.
З жовтня 1928 до квітня 1930 року навчався на Курсах марксизму-ленінізму при ЦК ВКП(б) у Москві.
У травні — серпні 1930 року — 1-й секретар Кустанайського окружного комітету ВКП(б) Казакської АРСР.
У серпні — листопаді 1930 року — 1-й секретар Кустанайського районного комітету ВКП(б) Казакської АРСР. Знятий з посади «за зрив хлібозаготівель в районі».
У грудні 1930 — серпні 1932 року — інструктор президії ВЦВК.
У серпні 1932 — березні 1933 року — інспектор із хлібозаготівель Тракторцентру СРСР у Москві.
У березні 1933 — лютому 1935 року — начальник політичного відділу Ново-Полтавської машинно-тракторної станції (МТС) Ключевського району Західно-Сибірського краю. 
З лютого 1935 до березня 1938 року — 1-й секретар Локтєвського районного комітету ВКП(б) Західно-Сибірського (Алтайського) краю.
8 березня 1938 року заарештований органами НКВС. 2 листопада 1938 року засуджений до страти, розстріляний того ж дня в Барнаулі.
Посмертно реабілітований Військовою колегією Верховного Суду СРСР 28 вересня 1957 року.